# Ministère des Petites et Moyennes Entreprises, de l’économie Sociale et de l’Artisanat
Le Ministère des Petites et Moyennes Entreprises, de l’économie Sociale et de l’Artisanat (en anglais:Ministry of small and medium sized enterprises, social economy and handicraft) est une institution publique camerounaise. Placé sous l’autorité d’un ministre , le ministère est chargé de la mise en œuvre, de l'élaboration et de l’évaluation de la politique du gouvernement en matière de développement des petites et moyennes entreprises de l’économie sociale et de l’artisanat.

## Histoire
Il est créé en 2004 par le décret présidentiel n°2004/320 portant organisation du gouvernement, modifié par le décret n°2011/408 du 9 décembre 2011, complété par le décret n°2013/169,.

## Organisation
Il est placé sous l’autorité d’un ministre composé d’un secrétariat particulier, de deux conseillers techniques, d’une inspection générale, d’une administration centrale et de services déconcentrés.

## Mission
Il est chargé de:
- La promotion et de l’encadrement de petites et moyennes entreprises et de l’artisanat;

- L’identification et de l’étude des possibilités de migration des acteurs du secteur informel vers l’artisanat et des micro-entreprises;

- Du développement de l’économie sociale;
- De la promotion de l'esprit d'entreprise et de l'initiative privée;
- De la promotion des produits des petites et moyennes entreprises et de l'artisanat, en liaison avec les organisations professionnelles concernées;

## Liste des ministres successifs
| N° | Périodes  | Noms et prénoms            | Images |
| -- | --------- | -------------------------- | ------ |
| 1  | 2019      | Achille Bassilekin III     |        |
| 2  | 2006-2019 | Laurent Serge Etoundi Ngoa |        |
| 3  | 2004-2006 | Bernard Messengue Avom     |        |